# Terzake
Terzake is een dagelijks Vlaams duidingsprogramma van VRT NWS dat wordt uitgezonden op VRT CANVAS. Het werd voor het eerst uitgezonden op 5 september 1994 met Alain Coninx, Dirk Tieleman en Dirk Sterckx als presentatoren. Aanvankelijk werd Terzake uitgezonden om 8 uur 's avonds. In augustus 2015 verhuisde het programma naar een later uur, maar enkele maanden later verhuisde het opnieuw naar 8 uur.
Het programma bestaat uit een aantal reportages, afgewisseld met debatten, een gesprek met een gast in een studio of een nieuwscorrespondent. Dagelijks werd Terzake herhaald in de daaropvolgende nacht tot 9.00 uur 's morgens, uitgezonderd weekends en vakanties. In veel uitzendingen werd overgeschakeld naar de Wetstraat voor een analyse van het politieke nieuws.

## Presentatoren

### Heden
- Annelies Beck (2008-2009, 2014-heden)
- Kathleen Cools (2007-2013, 2015-heden)
- Stef Meerbergen (2014-heden, als invaller)
- Pieterjan De Smedt (2022-heden;[1] 2021-2022 als invaller)

### Verleden
- 1994-1996: Dirk Sterckx
- 1994-2004: Alain Coninx
- 1996-2002: Walter Zinzen
- 1997-1999: Dirk Tieleman
- 1997-2005: Tim Pauwels
- 1999-2004: Ivo Belet
- 1999-2006: Phara de Aguirre
- 2004-2006: Frieda Van Wijck
- 2004-2007: Siegfried Bracke
- 2006-2015: Lieven Verstraete
- 2008-2010: Lisbeth Imbo
- 2008-2009: Emmanuel Rottey

Eindredacteurs zijn Jasmin Dielens en Pascal Dossche.

## Correspondenten
Terzake werkt met enkele correspondenten die elders in de wereld maatschappelijke ontwikkelingen en voorvallen observeren. Enkele correspondenten waren:
- Rudi Vranckx vanuit het Midden-Oosten
- Lia van Bekhoven vanuit Groot-Brittannië (Londen)
- Tom Van de Weghe vanuit de Verenigde Staten
- Stefan Blommaert vanuit China

## Samenwerking
Terzake werkte samen met het actualiteitenprogramma Nieuwsuur: onderwerpen werden uitgewisseld en correspondenten werden gezamenlijk gebruikt.

## Trivia
- Het programma werd in 1994 bekroond met De HA! van Humo.
- Er bestaat ook een Vlaams tijdschrift getiteld TerZake.
- In het Agent 327-album De golem van Antwerpen wordt er in strook D28 naar dit programma verwezen als TerZanikke.